# Antoni Vives i Tomàs
|  | No s'ha de confondre amb Antoni Vives Fierro. |

Antoni Vives i Tomàs (Barcelona, 18 de juliol de 1965) és un economista, polític i escriptor català. Llicenciat en Ciències Empresarials especialitzat en màrqueting i comerç internacional. Ha estat president de l'Associació de Joves Escriptors en Llengua Catalana, de la Fundació Aureli Maria Escarré pels drets col·lectius dels pobles i vicepresident de l'Associació Anti-sida de Catalunya. Endemés, ha estat un dels fundadors d'Opinió Catalana i és soci d'Acció Cultural del País Valencià i també director de la Fundació Trias Fargas i de l'associació Tribuna Galeuscat (formada per PNV, BNG, CDC i UDC). Col·labora habitualment amb el diari Ara.

## Biografia
Políticament, milità al MDT, després va ser secretari general d'Acció Catalana amb Max Cahner i després ingressà a ERC, però des de 1999 milita a CDC, des d'on ha ocupat la Secretaria de Planificació Econòmica (2000) i la Secretaria del Govern de la Generalitat de Catalunya (2001-2003). L'any 2004 va ser escollit vicesecretari general de militància, participació i formació de Convergència Democràtica de Catalunya, fins al 2008, quan passa a ocupar l'Àrea Galeuscat en el si de l'Executiu Nacional de CDC.
Des de les eleccions municipals del 2007, fins al setembre de 2015 va ser regidor a l'Ajuntament de Barcelona, en la llista encapçalada per Xavier Trias, i fou tinent d'alcalde d'Urbanisme de l'Ajuntament entre 2011 i 2015, essent Xavier Trias alcalde.
Durant la seva etapa al capdavant de del departament d'Hàbitat Urbà, va presidir l'agencia metropolitana Barcelona Regional.

### Imputacions per corrupció
Vives està investigat en el cas del 3% pel presumpte pagament de comissions a Convergència a canvi d'adjudicacions.
L'any 2017, la fiscalia de Barcelona va presentar una querella per la contractació suposadament simulada per part de Barcelona Regional (BR) durant tres anys d'Antoni Miquel Cerveró, conegut com a 'Leslie', el cantant de Los Sírex, que va ser regidor de l'Ajuntament de Barcelona per CiU i de Jesús Arévalo Bravo, alcalde de Cervelló per CiU entre 2011 i 201 i posteriorment regidor. Segons el fiscal, Cerveró i Arévalo estaven "directament" vinculats a Antoni Vives.
El cas va començar amb una auditoria interna que l'equip de l'alcaldessa Ada Colau va encarregar sobre Barcelona Regional. La informació es va posar en mans de la Fiscalia Anticorrupció. El 7 de setembre de 2015 Vives va comunicar a l'alcaldessa Ada Colau la seva renuncia a l'acta de regidor.
El febrer de 2020 es va saber que la fiscalia en demanava 5 anys de presó, per la presumpta contractació irregular del batlle de l'Ajuntament de Santa Coloma de Cervelló, Jesús Arévalo, a l'entitat Barcelona Regional, mitjançant la ficció d'un lloc de feina que no tenia cap funció, a despit de la qual cosa se li van pagar sous per valor de 155.000 euros.

## Obres

### No ficció
- 2002 — Catalunya entre la perplexitat i el somni
- 2003 — El nacionalisme que ve (Premi Joan Fuster d'assaig 2003), reflexió sobre el programa d'acció que ha de seguir el catalanisme contemporani per aconseguir els objectius de llibertat i articulació dels Països Catalans.
- 2006 — Barcelonies: lletra de batalla per Barcelona
- 2007 — Per què faig de polític? Carta oberta als meus fills
- 2017 — Smart : las ideas que convirtieron a Barcelona en una ciudad líder en el mundo

### Ficció
- 2011 — El somni de Farringdon Road (Premi Crexells de l'Ateneu Barcelonès 2011)[5]
- 2012 — Les banderes de l'1 d'abril
- 2014 — I demà, el paradís (RBA),[6] premi Llibreter de narrativa 2014.[7]
- 2016 — Passió, mort i resurrecció de Manel García
- 2022 — Lliçó d’arquitectura